# Massa Lubrense
Massa Lubrense ist eine Gemeinde mit 14.169 Einwohnern (Stand 31. Dezember 2023) in der Metropolitanstadt Neapel, Region Kampanien. Sie ist Teil der Bergkommune Comunità Montana Monti Lattari - Penisola Sorrentina. Sorrent ist der einzige Nachbarort von Massa Lubrense. Der Ort war bis zum Jahr 1818 Sitz eines Bistums.

## Geografie

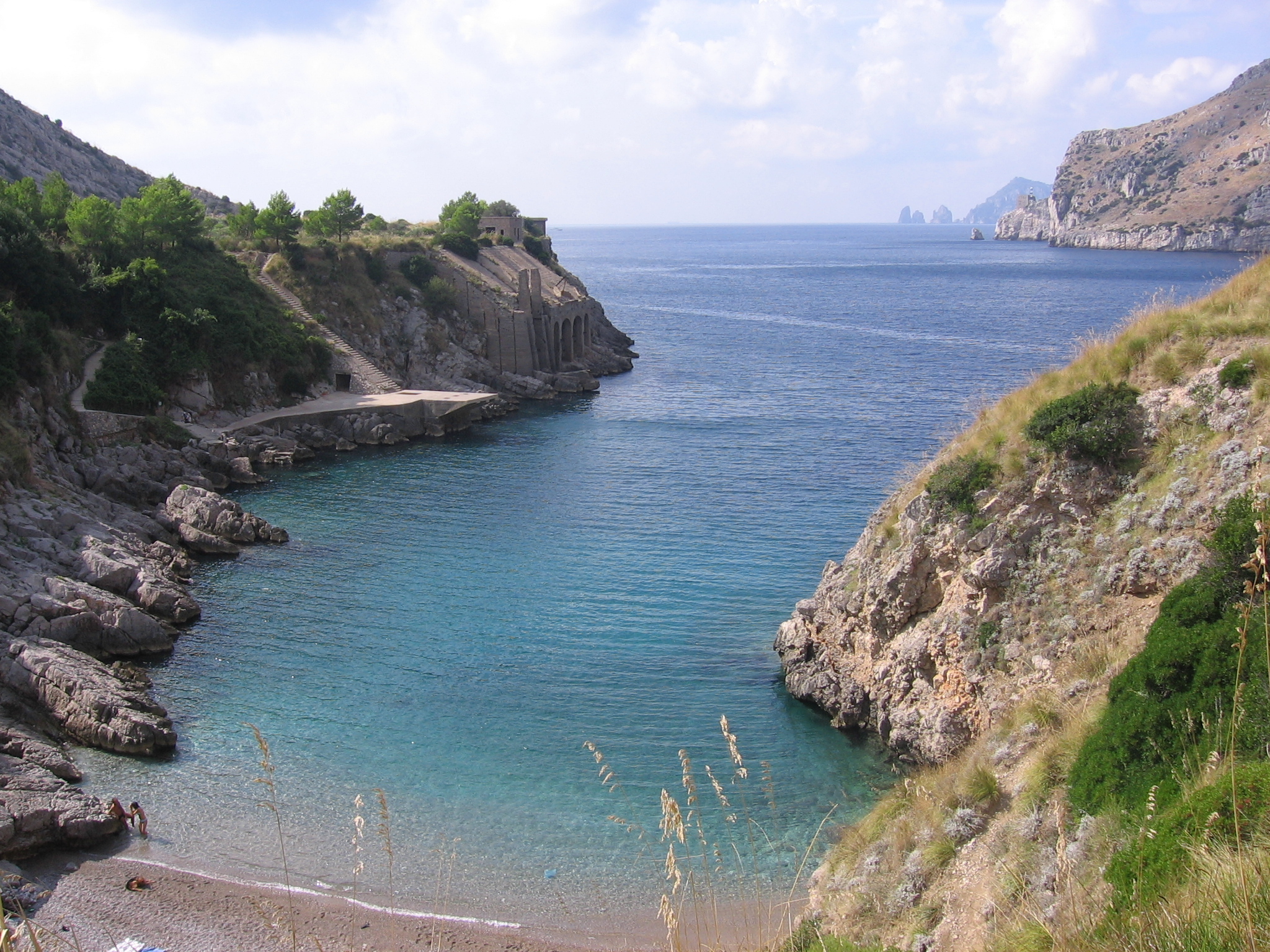
Massa Lubrense (caletta)

Die Nachbargemeinde ist Sorrent. Die Ortsteile (frazioni) sind Acquara, Annunziata, Casa, Marciano, Marina del Cantone, Marina della Lobra, Marina di Puolo, Metrano, Monticchio, Nerano, Pastena, San Francesco, Sant’Agata sui Due Golfi, Santa Maria della Neve, Schiazzano, Termini und Torca.

## Bevölkerungsentwicklung
Zwischen 1991 und 2001 stieg die Einwohnerzahl von 12.029 auf 12.880. Dies entspricht einem prozentualen Zuwachs von 7,1 %.